# Kunst im öffentlichen Raum in Meschede
Kunst im öffentlichen Raum in Meschede umfasst öffentlich zugängliche Plastiken, Skulpturen, Brunnen, Wandmalereien, Mosaike und Graffiti im Gebiet der Kreisstadt Meschede im Hochsauerlandkreis. Die nachstehende Liste von Kunstwerken im öffentlichen Raum ist nicht vollständig. Sie wird kontinuierlich ergänzt.

## Liste
| Bild | Titel/Bezeichnung      | Standort               | Künstler            | Entstehung | Anmerkungen |
| ---- | ---------------------- | ---------------------- | ------------------- | ---------- | --- |
|      | Der Gießer             | Fritz-Honsel-Straße    | Peter Lipp          | 1967       | Von den Honselwerken zu Ehren des Mescheder Ehrenbürgers Fritz Honsel gestiftete Eisengussplastik.                                                                             |
|      | Kantenköppe            | Wehrstapel             |                     | 2010       | |
|      | Niederbrechendes Pferd | Steinstraße 27         | Eugen Senge-Platten | 1963       | Tierdarstellung aus rötlichem Tuffstein. |
|      | Im Dreieck             | Steinstraße 35         | Heinz-Günter Prager | 1990       | Die aus vier Stahlelementen bestehende Skulptur ist vor dem Gebäude des Amtsgerichts Meschede errichtet und nimmt Bezug auf dieses Bauwerk.                                    |
|      | Annettes Vermächtnis   | Ruhrtalradweg          | Ernst Köster        | 2009       | Installation auf dem Fahrbahnbelag des Ruhrtalradweges zwischen Freienohl und Bestwig: In Schreibschrift sind Zitate aus dem Werk von Annette von Droste-Hülshoff aufgetragen. |
|      |                        | Grevenstein, Ohlstraße |                     |            | Unter Denkmalschutz stehende Sandsteinskulptur des Johannes Nepomuk. |